# Embelia togoensis
Embelia togoensis là một loài thực vật có hoa trong họ Anh thảo. Loài này được Gilg & Schellenb. mô tả khoa học đầu tiên năm 1912.